# Cleome macrothyrsus
Cleome macrothyrsus är en paradisblomsterväxtart som beskrevs av Jules Émile Planchon och Triana. Cleome macrothyrsus ingår i släktet paradisblomstersläktet, och familjen paradisblomsterväxter. Inga underarter finns listade i Catalogue of Life.